# Gliptică

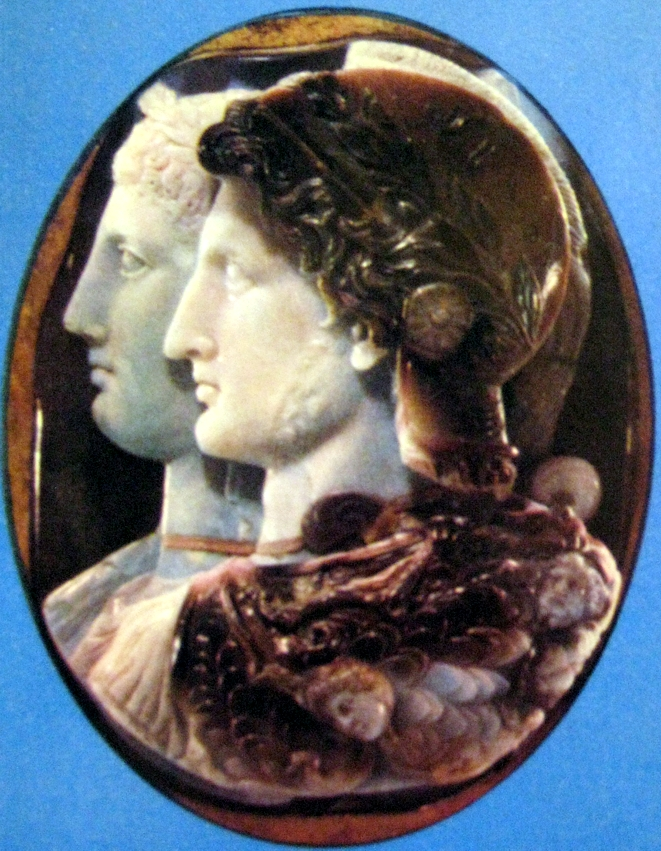
Camea Gonzaga. Ptolemeu II și Arsinoe II, secolul III î.e.n., Alexandria. Muzeul Ermitaj

Gliptica (în greacă γλυπτική din gluptos=scobit, gravat, sau glyphein=a grava în adâncime) este arta de a sculpta sau grava figuri ornamentale pe pietre prețioase sau semiprețioase sau pe mulajele pentru monede și medalii.
Gliptica este una din artele antice de imortalizare prin scobire pe oase, roci, cochilii, pietre nobile a unor motive geometrice sau figurative cu caracter simbolic, a unor evenimete sau stări afective care datorită durității materialelor minerale pe care au fost confecționate s-au păstrat până în zilele noastre constituind mărturii artistice și arheologice de mare valoare istorică și artistică.
Meșteșugul de gravare în adâncime și mai târziu în relief a pietrelor cu duritate mică, medie și mare, în scopuri sigilografice ori de obținere a podoabelor, are o vechime care se apropie de cinci milenii, fără să-și fi schimbat în esență procedeele de bază. Printre cele mai vechi imagini ale procedeului de gravare a pietrelor semiprețioase se numără cea de pe un scarabeoid grec din prima jumătate a secolului al V-lea î.e.n., reprezentând un bărbat care gravează cu ajutorul unui burghiu cu arc o piatră sigilară, recurgând probabil la substanța abrazivă denumită în Antichitate smyris.
Cea mai mare colecție de gliptică din lume se află la Muzeul de Istorie a Artei din Viena și conține geme, camee și sigilii din epoca romană dar și elenistică.